# Gare du Fugeret
Gare du Fugeret vasútállomás Franciaországban, Le Fugeret településen.

## Vasútvonalak
Az állomást az alábbi vasútvonalak érintik:
- Nizza-Digne-vasútvonal

## Kapcsolódó állomások
A vasútállomáshoz az alábbi állomások vannak a legközelebb:
- Gare de Méailles
- Les Lunières
- Peyresq